# Rosenborg Ballklub 2012
Questa voce raccoglie le informazioni riguardanti il Rosenborg Ballklub nelle competizioni ufficiali della stagione 2012.

## Stagione
Il Rosenborg chiuse la stagione al 3º posto finale, centrando così la qualificazione in Europa League per l'anno successivo. L'avventura nella Coppa di Norvegia 2012 terminò invece al quarto turno, con l'eliminazione per mano del Molde. In Europa League, la formazione norvegese non superò la fase a gironi, venendo eliminata del raggruppamento che la vedeva contrapposta agli austriaci del Rapid Vienna, gli ucraini del Metalist e i tedeschi del Bayer Leverkusen. Il calciatore più utilizzato in stagione fu Jonas Svensson, con le sue 45 presenze (27 in campionato, 4 nella Coppa di Norvegia e 14 in Europa League), mentre il miglior marcatore fu Bořek Dočkal, con 23 reti (10 in campionato, 6 in Coppa di Norvegia e 7 in Europa League).

## Maglie e sponsor
Lo sponsor tecnico per la stagione 2012 fu Adidas, mentre lo sponsor ufficiale fu REMA 1000. La divisa casalinga era composta da una maglietta bianca con inserti nero e oro, pantaloncini neri e calzettoni bianchi. Quella da trasferta era invece composta da una maglietta nera con inserti bianchi e oro, pantaloncini bianchi e calzettoni neri.
| Casa | Trasferta |

## Rosa
| N. |                        | Ruolo | Calciatore            |
| -- | ---------------------- | ----- | --------------------- |
| 1  | Svezia (bandiera)      | P     | Daniel Örlund         |
| 2  | Costa Rica (bandiera)  | D     | Cristian Gamboa       |
| 2  | Danimarca (bandiera)   | D     | Peter Ankersen        |
| 3  | Svezia (bandiera)      | D     | Mikael Dorsin         |
| 4  | Norvegia (bandiera)    | D     | Tore Reginiussen      |
| 4  | Danimarca (bandiera)   | D     | Jim Larsen            |
| 5  | Norvegia (bandiera)    | D     | Per Verner Rønning    |
| 7  | Ghana (bandiera)       | C     | Mohammed-Awal Issah   |
| 8  | Rep. Ceca (bandiera)   | C     | Bořek Dočkal          |
| 9  | Svezia (bandiera)      | A     | Rade Prica            |
| 10 | Nigeria (bandiera)     | C     | John Chibuike         |
| 11 | Norvegia (bandiera)    | A     | Steffen Iversen       |
| 12 | Norvegia (bandiera)    | P     | Alexander Lund Hansen |
| 13 | El Salvador (bandiera) | C     | Jaime Alas            |
| 14 | Norvegia (bandiera)    | D     | Jon Inge Høiland      |
| 16 | Norvegia (bandiera)    | D     | Simen Wangberg        |
| 17 | Norvegia (bandiera)    | A     | Tarik Elyounoussi     |
| 18 | Norvegia (bandiera)    | C     | Daniel Berntsen       |

| N. |                        | Ruolo | Calciatore             |
| -- | ---------------------- | ----- | ---------------------- |
| 19 | Norvegia (bandiera)    | C     | Markus Henriksen       |
| 20 | Norvegia (bandiera)    | C     | Ole Kristian Selnæs    |
| 21 | Norvegia (bandiera)    | C     | Fredrik Midtsjø        |
| 22 | Norvegia (bandiera)    | C     | Jonas Svensson         |
| 23 | Norvegia (bandiera)    | D     | Lars Arne Togstad      |
| 24 | Norvegia (bandiera)    | D     | Stefan Strandberg      |
| 25 | Norvegia (bandiera)    | D     | Christoffer Aasbak     |
| 26 | Norvegia (bandiera)    | P     | Erik Mellevold Bråthen |
| 27 | Norvegia (bandiera)    | A     | Michael Jamtfall       |
| 28 | Norvegia (bandiera)    | A     | Daniel Fredheim Holm   |
| 31 | Norvegia (bandiera)    | P     | Magnus Fagerli         |
| 33 | Norvegia (bandiera)    | P     | Jacob Storevik         |
| 33 | Norvegia (bandiera)    | P     | Alexander Hovdevik     |
| 35 | Norvegia (bandiera)    | C     | Magnus Blakstad        |
| 36 | Norvegia (bandiera)    | A     | Robin Bjørnholm-Jatta  |
| 36 | Norvegia (bandiera)    | A     | Kim Riksvold           |
| 37 | Norvegia (bandiera)    | D     | Mikal Haugen           |
| 42 | Stati Uniti (bandiera) | C     | Mikkel Diskerud        |

## Calciomercato

### Sessione invernale(dal 01/01 al 31/03)
| Acquisti | Acquisti          | Acquisti       | Acquisti   |
| R.       | Nome              | da             | Modalità   |
| -------- | ----------------- | -------------- | ---------- |
| D        | Peter Ankersen    | Vejle          | definitivo |
| D        | Stefan Strandberg | Vålerenga      | definitivo |
| C        | Daniel Berntsen   | Bodø/Glimt     | definitivo |
| A        | Steffen Iversen   | Crystal Palace | definitivo |

| Cessioni | Cessioni         | Cessioni    | Cessioni   |
| R.       | Nome             | a           | Modalità   |
| -------- | ---------------- | ----------- | ---------- |
| P        | Even Barli       |             | svincolato |
| D        | Alejandro Lago   |             | svincolato |
| D        | Mikael Lustig    | Celtic      | definitivo |
| C        | Daniel Berntsen  | Fredrikstad | prestito   |
| C        | Fredrik Winsnes  |             | ritiro     |
| A        | Mushaga Bakenga  | Club Bruges | definitivo |
| A        | Boti Goa         |             | svincolato |
| A        | Michael Jamtfall |             | ritiro     |
| A        | Morten Moldskred | Aarhus      | definitivo |

### Sessione estiva(dal 01/08 al 31/08)
| Acquisti | Acquisti              | Acquisti         | Acquisti      |
| R.       | Nome                  | da               | Modalità      |
| -------- | --------------------- | ---------------- | ------------- |
| P        | Alexander Lund Hansen | Start            | definitivo    |
| D        | Cristian Gamboa       | Copenaghen       | prestito      |
| D        | Tore Reginiussen      | Odense           | definitivo    |
| C        | Jaime Alas            | Luis Ángel Firpo | definitivo    |
| C        | Daniel Berntsen       | Fredrikstad      | fine prestito |
| C        | Mikkel Diskerud       | Stabæk           | definitivo    |
| A        | Tarik Elyounoussi     | Fredrikstad      | definitivo    |

| Cessioni | Cessioni           | Cessioni    | Cessioni   |
| R.       | Nome               | a           | Modalità   |
| -------- | ------------------ | ----------- | ---------- |
| P        | Alexander Hovdevik | Volda       | prestito   |
| D        | Christoffer Aasbak | Ranheim     | prestito   |
| D        | Peter Ankersen     | Esbjerg     | definitivo |
| D        | Jim Larsen         | Club Bruges | definitivo |
| D        | Simen Wangberg     | Brann       | definitivo |
| C        | Gjermund Åsen      | Ranheim     | definitivo |
| C        | Daniel Berntsen    | Bodø/Glimt  | prestito   |
| C        | Markus Henriksen   | AZ Alkmaar  | definitivo |
| C        | Fredrik Midtsjø    | Ranheim     | definitivo |
| A        | Kim Riksvold       | Ranheim     | prestito   |

## Risultati

### Eliteserien

#### Girone di andata
| Arbitro: | Hagen (Grue) |

|                                 |           |           |
| Iversen 9’ Larsen 54’ Prica 81’ | Marcatori | 60’ Askar |

| Arbitro: | Sandmoen (Kjelsås) |

|                          |           |                        |
| Andersson 7’ Rodgers 78’ | Marcatori | 11’ Iversen 90’ Dorsin |

| Trondheim 9 aprile 2012, ore 18:00 3ª giornata | Rosenborg      | 0 – 0 referto | Sogndal | Lerkendal Stadion (12.784 spett.)\| Arbitro: \| Sælen (Bergen) \| |
| Arbitro:                                       | Sælen (Bergen) |               |         |                                                                   |

| Arbitro: | Moen (Haugesund) |

|          |           |                        |
| Holm 36’ | Marcatori | 54’ Iversen 79’ Larsen |

| Arbitro: | Skjerven (Kaupanger) |

|                                       |           |  |
| Henriksen 64’ Dorsin 72’ Svensson 90’ | Marcatori |  |

| Arbitro: | Moen (Haugesund) |

|                      |           |                      |
| Fuhre 41’ Tollås 90’ | Marcatori | 8’ Prica 84’ Iversen |

| Arbitro: | Johansen (Brevik) |

|                                     |           |          |
| Midtsjø 70’ Dočkal 76’ Svensson 80’ | Marcatori | 86’ Boli |

| Arbitro: | Edvartsen (Hamar) |

|                      |           |           |
| Skjølsvik 67’ (aut.) | Marcatori | 81’ Prica |

| Arbitro: | Staberg (Harstad) |

|  |           |          |
|  | Marcatori | 87’ Dahl |

| Trondheim 20 maggio 2012, ore 20:00 10ª giornata | Rosenborg        | 0 – 0 referto | Odd Grenland | Lerkendal Stadion (9.822 spett.)\| Arbitro: \| Moen (Haugesund) \| |
| Arbitro:                                         | Moen (Haugesund) |               |              |                                                                    |

| Oslo 23 maggio 2012, ore 20:00 11ª giornata | Vålerenga            | 0 – 0 referto | Rosenborg | Ullevaal Stadion (13.989 spett.)\| Arbitro: \| Skjerven (Kaupanger) \| |
| Arbitro:                                    | Skjerven (Kaupanger) |               |           |                                                                        |

| Arbitro: | Moen (Haugesund) |

|                                        |           |                      |
| Sætra 4’ (aut.) Dočkal 45’ (rig.), 77’ | Marcatori | 44’, 65’, 74’ Kamara |

| Arbitro: | Sandmoen (Kjelsås) |

|               |           |                                                     |
| Danielsen 21’ | Marcatori | 23’ Fredheim Holm 70’ Dočkal 90’ Chibuike 90’ Prica |

| Arbitro: | Skjerven (Kaupanger) |

|              |           |  |
| Svensson 49’ | Marcatori |  |

| Arbitro: | Staberg (Harstad) |

|  |           |            |
|  | Marcatori | 49’ Dočkal |

#### Girone di ritorno
| Arbitro: | Johnsen (Tønsberg) |

|             |           |                 |
| Rønning 55’ | Marcatori | 14’ Vaagan Moen |

| Arbitro: | Hagen (Grue) |

|              |           |                   |
| Ondrášek 69’ | Marcatori | 10’ Fredheim Holm |

| Arbitro: | Sælen (Bergen) |

|                                     |           |  |
| Dočkal 36’ Prica 38’ Strandberg 56’ | Marcatori |  |

| Arbitro: | Edvartsen (Hamar) |

|  |           |                                            |
|  | Marcatori | 70’ (rig.), 75’ (rig.) Dočkal 90’ Chibuike |

| Arbitro: | Skjerven (Kaupanger) |

|            |           |           |
| Dorsin 90’ | Marcatori | 41’ Nisja |

| Arbitro: | Edvartsen (Hamar) |

|  |           |                  |
|  | Marcatori | 49’, 54’ Iversen |

| Arbitro: | Edvartsen (Hamar) |

|                           |           |  |
| Prica 32’, 41’ Selnæs 90’ | Marcatori |  |

| Arbitro: | Berntsen (Vang) |

|                |           |              |
| Finne 86’, 89’ | Marcatori | 55’ Chibuike |

| Arbitro: | Johansen (Brevik) |

|                                                                     |           |                 |
| Søderlund 47’ (aut.) Dočkal 55’ Prica 68’ Chibuike 82’ Diskerud 88’ | Marcatori | 17’, 73’ Fevang |

| Arbitro: | Sandmoen (Kjelsås) |

|  |           |           |
|  | Marcatori | 73’ Prica |

| Arbitro: | Berntsen (Vang) |

|                              |           |  |
| Dočkal 43’ (rig.) Dorsin 82’ | Marcatori |  |

| Arbitro: | Moen (Haugesund) |

|                       |           |  |
| Diouf 60’ Hussain 90’ | Marcatori |  |

| Arbitro: | Skjerven (Kaupanger) |

|                       |           |           |
| Kamara 67’ Kovács 76’ | Marcatori | 65’ Prica |

| Arbitro: | Sandmoen (Kjelsås) |

|  |           |           |
|  | Marcatori | 31’ Stene |

| Arbitro: | Edvartsen (Hamar) |

|               |           |                                                        |
| Ri. Riski 74’ | Marcatori | 26’ Strandberg 57’ Fredheim Holm 69’ Prica 76’ Rønning |

### Coppa di Norvegia
| Trondheim 1º maggio 2012, ore 18:00 Primo turno                                                                                 | Tiller    | 0 – 8 referto                                                                                 | Rosenborg | Tonstad Kunstgress |
| \| \| \| \| \| \| Marcatori \| 10’, 16’ Henriksen 14’, 69’ Midtsjø 44’, 48’ (rig.) Dočkal 57’ Svensson 75’ (rig.) Strandberg \| |           |                                                                                               |           |                    |
| |           |                                                                                               |           |                    |
| | Marcatori | 10’, 16’ Henriksen 14’, 69’ Midtsjø 44’, 48’ (rig.) Dočkal 57’ Svensson 75’ (rig.) Strandberg |           |                    |

| Arbitro: | Eskås |

|  |           |                                                                |
|  | Marcatori | 18’, 28’ Iversen 19’ Svensson 27’, 74’, 85’ Dočkal 66’ Midtsjø |

| Arbitro: | Borgersen (Oslo) |

|                                           |           |  |
| Henriksen 32’ Prica 61’ Chibuike 62’, 75’ | Marcatori |  |

| Arbitro: | Hagen (Grue) |

|                                                    |           |                                         |
| Angan 39’ Hovland 52’ Hoseth 63’ (rig.) Eikrem 89’ | Marcatori | 20’ Prica 41’ Rønning 74’ (rig.) Dočkal |

### Europa League
| Arbitro: | Piasecki |

|  |           |                            |
|  | Marcatori | 19’, 76’ Dorsin 71’ Dočkal |

| Arbitro: | Lardot |

|              |           |  |
| Ankersen 81’ | Marcatori |  |

| Arbitro: | Buquet |

|                        |           |                         |
| Dočkal 33’, 45’ (rig.) | Marcatori | 75’ Pacholjuk 90’ Gueye |

| Arbitro: | Eisner |

|           |           |                              |
| Gueye 32’ | Marcatori | 67’ Fredheim Holm 90’ Dočkal |

| Arbitro: | João Alves |

|               |           |            |
| Schneider 68’ | Marcatori | 81’ Dočkal |

| Trondheim 9 agosto 2012, ore 19:00 Terzo turno di qualificazione - Ritorno | Rosenborg | 0 – 0 referto | Servette | Lerkendal Stadion\| Arbitro: \| Doyle \| |
| Arbitro:                                                                   | Doyle     |               |          |                                          |

| Arbitro: | Stavrev |

|             |           |            |
| Kosecki 42’ | Marcatori | 80’ Dočkal |

| Arbitro: | Orsato |

|                              |           |             |
| Reginiussen 69’ Diskerud 87’ | Marcatori | 36’ Ljuboja |

| Arbitro: | Todorov |

|            |           |                            |
| Katzer 66’ | Marcatori | 18’ Elyounoussi 60’ Dorsin |

| Arbitro: | Oliver |

|  |           |              |
|  | Marcatori | 76’ Kießling |

| Arbitro: | Benquerença |

|                 |           |                               |
| Elyounoussi 46’ | Marcatori | 81’ Marlos 89’ Cleiton Xavier |

| Arbitro: | Jug |

|                                         |           |            |
| Taison 4’ Cleiton Xavier 70’ Torres 90’ | Marcatori | 42’ Dočkal |

| Arbitro: | Mažeika |

|                                        |           |                        |
| Chibuike 28’ Elyounoussi 76’ Prica 79’ | Marcatori | 53’ Schrammel 66’ Boyd |

| Arbitro: | Trattou |

|            |           |  |
| Riedel 65’ | Marcatori |  |

## Statistiche

### Statistiche di squadra
| Competizione      | Punti | In casa | In casa | In casa | In casa | In casa | In casa | In trasferta | In trasferta | In trasferta | In trasferta | In trasferta | In trasferta | Totale | Totale | Totale | Totale | Totale | Totale | DR  |
| Competizione      | Punti | G       | V       | N       | P       | Gf      | Gs      | G            | V            | N            | P            | Gf           | Gs           | G      | V      | N      | P      | Gf     | Gs     | DR  |
| ----------------- | ----- | ------- | ------- | ------- | ------- | ------- | ------- | ------------ | ------------ | ------------ | ------------ | ------------ | ------------ | ------ | ------ | ------ | ------ | ------ | ------ | --- |
| Eliteserien       | 55    | 15      | 8       | 5       | 2       | 28      | 11      | 15           | 7            | 5            | 3            | 25           | 15           | 30     | 15     | 10     | 5      | 53     | 26     | +27 |
| Coppa di Norvegia | -     | 1       | 1       | 0       | 0       | 4       | 0       | 3            | 2            | 0            | 1            | 18           | 4            | 4      | 3      | 0      | 1      | 22     | 4      | +18 |
| Europa League     | -     | 7       | 3       | 2       | 2       | 9       | 8       | 7            | 3            | 2            | 2            | 10           | 8            | 14     | 6      | 4      | 4      | 19     | 16     | +3  |
| Totale            | -     | 23      | 12      | 7       | 4       | 41      | 19      | 25           | 12           | 7            | 6            | 53           | 27           | 48     | 24     | 14     | 10     | 94     | 46     | +48 |

### Statistiche dei giocatori
| Giocatore          | Eliteserien | Eliteserien | Eliteserien | Eliteserien | Coppa di Norvegia | Coppa di Norvegia | Coppa di Norvegia | Coppa di Norvegia | Europa League | Europa League | Europa League | Europa League | Totale   | Totale | Totale      | Totale     |
| Giocatore          | Presenze    | Reti        | Ammonizioni | Espulsioni  | Presenze          | Reti              | Ammonizioni       | Espulsioni        | Presenze      | Reti          | Ammonizioni   | Espulsioni    | Presenze | Reti   | Ammonizioni | Espulsioni |
| ------------------ | ----------- | ----------- | ----------- | ----------- | ----------------- | ----------------- | ----------------- | ----------------- | ------------- | ------------- | ------------- | ------------- | -------- | ------ | ----------- | ---------- |
| C. Aasbak          | 0           | 0           | 0           | 0           | 1                 | 0                 | 0                 | 0                 | 0             | 0             | 0             | 0             | 1        | 0      | 0           | 0          |
| J. Alas            | 3           | 0           | 0           | 0           | 0                 | 0                 | 0                 | 0                 | 2             | 0             | 0             | 0             | 5        | 0      | 0           | 0          |
| P. Ankersen        | 10          | 0           | 2           | 0           | 4                 | 0                 | 0                 | 0                 | 4             | 1             | 2             | 0             | 18       | 1      | 4           | 0          |
| D. Berntsen        | 1           | 0           | 0           | 0           | 1                 | 0                 | 0                 | 0                 | 1             | 0             | 0             | 0             | 3        | 0      | 0           | 0          |
| R. Bjørnholm-Jatta | 0           | 0           | 0           | 0           | 0                 | 0                 | 0                 | 0                 | 0             | 0             | 0             | 0             | 0        | 0      | 0           | 0          |
| M. Blakstad        | 0           | 0           | 0           | 0           | 1                 | 0                 | 0                 | 0                 | 0             | 0             | 0             | 0             | 1        | 0      | 0           | 0          |
| E. Bråthen         | 0           | 0           | 0           | 0           | 1                 | 0                 | 0                 | 0                 | 0             | 0             | 0             | 0             | 1        | 0      | 0           | 0          |
| J. Chibuike        | 23          | 4           | 1           | 0           | 2                 | 2                 | 0                 | 0                 | 8             | 1             | 0             | 0             | 33       | 7      | 1           | 0          |
| M. Diskerud        | 11          | 1           | 1           | 0           | 0                 | 0                 | 0                 | 0                 | 7             | 1             | 2             | 0             | 18       | 2      | 3           | 0          |
| B. Dočkal          | 27          | 10          | 5           | 0           | 4                 | 6                 | 1                 | 0                 | 12            | 7             | 1             | 0             | 43       | 23     | 7           | 0          |
| M. Dorsin          | 28          | 4           | 4           | 0           | 2                 | 0                 | 0                 | 0                 | 13            | 3             | 1             | 0             | 43       | 7      | 5           | 0          |
| T. Elyounoussi     | 11          | 0           | 0           | 0           | 0                 | 0                 | 0                 | 0                 | 7             | 3             | 0             | 0             | 18       | 3      | 0           | 0          |
| M. Fagerli         | 0           | 0           | 0           | 0           | 0                 | 0                 | 0                 | 0                 | 0             | 0             | 0             | 0             | 0        | 0      | 0           | 0          |
| D. Fredheim Holm   | 28          | 3           | 0           | 0           | 2                 | 0                 | 0                 | 0                 | 12            | 1             | 3             | 0             | 42       | 4      | 3           | 0          |
| C. Gamboa          | 10          | 0           | 0           | 0           | 0                 | 0                 | 0                 | 0                 | 6             | 0             | 1             | 0             | 16       | 0      | 1           | 0          |
| A. Hansen          | 3           | 0           | 0           | 0           | 0                 | 0                 | 0                 | 0                 | 3             | 0             | 0             | 0             | 6        | 0      | 0           | 0          |
| M. Haugen          | 0           | 0           | 0           | 0           | 0                 | 0                 | 0                 | 0                 | 0             | 0             | 0             | 0             | 0        | 0      | 0           | 0          |
| M. Henriksen       | 18          | 1           | 1           | 0           | 3                 | 3                 | 1                 | 0                 | 7             | 0             | 0             | 0             | 28       | 4      | 2           | 0          |
| J. Høiland         | 19          | 0           | 2           | 0           | 0                 | 0                 | 0                 | 0                 | 7             | 0             | 0             | 0             | 26       | 0      | 2           | 0          |
| A. Hovdevik        | 0           | 0           | 0           | 0           | 0                 | 0                 | 0                 | 0                 | 0             | 0             | 0             | 0             | 0        | 0      | 0           | 0          |
| M. Issah           | 12          | 0           | 6           | 0           | 1                 | 0                 | 0                 | 0                 | 9             | 0             | 0             | 0             | 22       | 0      | 6           | 0          |
| S. Iversen         | 21          | 6           | 0           | 0           | 2                 | 2                 | 0                 | 0                 | 9             | 0             | 0             | 0             | 32       | 8      | 0           | 0          |
| M. Jamtfall        | 0           | 0           | 0           | 0           | 0                 | 0                 | 0                 | 0                 | 0             | 0             | 0             | 0             | 0        | 0      | 0           | 0          |
| J. Larsen          | 11          | 2           | 3           | 0           | 0                 | 0                 | 0                 | 0                 | 0             | 0             | 0             | 0             | 11       | 2      | 3           | 0          |
| F. Midtsjø         | 8           | 1           | 0           | 0           | 4                 | 3                 | 0                 | 0                 | 2             | 0             | 0             | 0             | 14       | 4      | 0           | 0          |
| D. Örlund          | 28          | 0           | 1           | 0           | 3                 | 0                 | 0                 | 0                 | 11            | 0             | 0             | 0             | 42       | 0      | 1           | 0          |
| R. Prica           | 26          | 11          | 6           | 1           | 3                 | 2                 | 1                 | 0                 | 12            | 1             | 1             | 1             | 41       | 14     | 8           | 2          |
| T. Reginiussen     | 11          | 0           | 2           | 0           | 0                 | 0                 | 0                 | 0                 | 6             | 1             | 0             | 0             | 17       | 1      | 2           | 0          |
| K. Riksvold        | 0           | 0           | 0           | 0           | 1                 | 0                 | 0                 | 0                 | 0             | 0             | 0             | 0             | 1        | 0      | 0           | 0          |
| P. Rønning         | 14          | 2           | 2           | 0           | 3                 | 1                 | 0                 | 0                 | 11            | 0             | 2             | 0             | 28       | 3      | 4           | 0          |
| O. Selnæs          | 22          | 1           | 1           | 0           | 4                 | 0                 | 0                 | 0                 | 8             | 0             | 0             | 0             | 34       | 1      | 1           | 0          |
| J. Storevik        | 0           | 0           | 0           | 0           | 0                 | 0                 | 0                 | 0                 | 0             | 0             | 0             | 0             | 0        | 0      | 0           | 0          |
| S. Strandberg      | 23          | 2           | 5           | 0           | 3                 | 1                 | 0                 | 0                 | 10            | 0             | 2             | 0             | 36       | 3      | 7           | 0          |
| J. Svensson        | 27          | 3           | 1           | 0           | 4                 | 2                 | 0                 | 0                 | 14            | 0             | 5             | 0             | 45       | 5      | 6           | 0          |
| L. Togstad         | 0           | 0           | 0           | 0           | 2                 | 0                 | 0                 | 0                 | 0             | 0             | 0             | 0             | 2        | 0      | 0           | 0          |
| S. Wangberg        | 10          | 0           | 1           | 0           | 4                 | 0                 | 0                 | 0                 | 3             | 0             | 1             | 0             | 17       | 0      | 2           | 0          |